# Murray Hall (hockey sur glace)
Pour les articles homonymes, voir Murray Hall et Hall.
Murray Winston Hall (né le 24 novembre 1940 à Kirkland Lake, dans la province de l'Ontario au Canada) est un joueur retraité de hockey sur glace. Il évoluait au poste d'ailier droit.

## Biographie

### Carrière junior
Il commence sa carrière de hockeyeur dans la Ligue de hockey de l'Ontario (LHO), au sein de l'effectif des Teepees de Saint Catharines, lors de la saison 1959-1960, à l'âge de dix-neuf ans. Cette équipe fait partie des équipes affiliées aux Black Hawks de Chicago de la Ligue nationale de hockey (LNH).
Lors de cette première saison, il comptabilise 32 points en 48 matchs. Avec un effectif comprenant des joueurs tels que Chico Maki, Ray Cullen, Vic Hadfield, Pat Stapleton, Doug Robinson et le gardien Roger Crozier, les Teepees remportent la Coupe J.-Ross-Robertson et disputent la Coupe Memorial qu'ils remportent face aux Oil Kings d'Edmonton.
Lors de sa deuxième saison, il prend plus de responsabilités au sein de son équipe, à la suite du départ de Chico Maki, Vic Hadfiled et Oat Staoketon. L'équipe perd son entraineur Max Kaminsky après dix matchs, car ce dernier souffre d'un cancer . Il termine 7e meilleur buteur de la ligue, 6e meilleur passeur et 5e au classement des points.
Lorsque son équipe est éliminée des séries éliminatoires de la LHO, il intègre le contingent des Thunderbirds de Sault-Sainte-Marie pour y disputer la fin des séries éliminatoires de l'Eastern Professional Hockey League (EPHL). Il s'incline en finale avec ces derniers face aux Canadiens de Hull-Ottawa.

### Début professionnel
En 1961-1962, la direction des Black Hawks l'affecte dans l'équipe des Bisons de Buffalo, il évolue ainsi dans la Ligue américaine de hockey (LAH). Avec cette équipe talentueuse, il atteint la finale du Trophée Calder, mais s'incline face aux Indians de Springfield. Il dispute aussi ses deux premières parties dans la LNH durant cette saison.
La saison suivante, il est rétrogradé dans l'EPHL, au sein des Braves de Syracuse, le nouveau nom de la franchise des Thunderbirds. Il va mener son équipe au chapitre des buts, finissant 9e de la ligue, 1er des passes et 3e au total des points. Il est sélectionné sur la seconde équipe d'étoiles de la ligue. Malgré la présence d'Alain Caron, de Phil Esposito et de Duke Harris, l'équipe finit dernière du classement. Il termine la saison avec les Black Hawks et participe à quatre matchs de séries éliminatoires.
Pour la saison 1963-1964, il partage son temps de jeu entre la LNH avec les Black Hawks et la Ligue centrale professionnelle de hockey (LCPH) avec les Braves de Saint-Louis.

### Avec les Red Wings
Lors du repêchage intra-ligue de 1964, les Red Wings de Détroit le réclame. 
Il dispute la majeure partie des deux saisons suivantes avec les Hornets de Pittsburgh en LAH, le club affilié aux Red Wings. Il est le meilleur compteur de son équipe lors de ces deux années, . Il dispute également quelques parties en LNH avec les Red Wings.
Il commence la saison 1966-1967 avec les Hornets et les Red Wings, mais est échangé en cours de saison aux Black Hawks de Chicago. Ces derniers le place dans le club des Blades de Los Angeles en Western Hockey League (WHL), il découvre ainsi un 5e championnat depuis le début de sa carrière professionnelle.

### Les équipes d'expansion de la LNH
En juin 1967, lors du Repêchage d'expansion de la LNH, les North Stars du Minnesota le réclament à Chicago.
Il commence la saison 1967-1968 en alternant entre la LNH et le club école dans la LCH (nouveau nom de la LCPH), les South Stars de Memphis.
Le 23 décembre 1967, il est échangé aux Maple Leafs de Toronto en retour de Jean-Paul Parisé. Il dispute le reste de la saison en LAH avec les Americans de Rochester et remporte avec ces derniers la Coupe Calder.
Pour la saison 1968-1969, ses droits sont transférés aux Canucks de Vancouver qui évoluent en WHL. Avec eux, il remporte la Coupe Lester-Patrick en 1968-1969 et 1969-1970. Lors de sa 2e saison, il est le 5e meilleur passeur de la ligue et le 8e au classement par points.
Lorsque les Canucks intègrent la LNH en 1970, il fait partie du contingent. Il dispute la saison 1970-1971 avec le club principale en LNH et avec les Americans de Rochester en LAH, ces derniers étant devenus une affiliation des Canucks.

### Association Mondiale de Hockey (AMH)
Le 12 février 1972, lors du Repêchage général de joueurs de l'AMH, il est sélectionné par les Aeros de Houston.
Ayant de la peine à s'imposer en LNH, il les rejoint dès la saison 1972-1973. Il termine cette saison en tant que 3e meilleur compteur de son équipe.
Il remporte le Trophée mondial Avco en 1973-1974 et en 1974-1975 avec les Aeros. Lors de la saison 1975-1976, il échoue en finale face aux Jets de Winnipeg.
Pour la saison 1976-1977, il est rétrogradé dans le club affilié aux Aeros évoluant dans la LCH, les Blazers d'Oklahoma City avec lesquels il ne dispute que trente matchs.
Avant de prendre sa retraite sportive, il dispute encore une saison dans la Ligue de l'Ontario Senior (LHOS) avec les Alexanders de Brantford.

## Statistiques
| Saison     | Équipe                             | Ligue          |     | Saison régulière | Saison régulière | Saison régulière | Saison régulière | Saison régulière |    | Séries éliminatoires | Séries éliminatoires | Séries éliminatoires | Séries éliminatoires | Séries éliminatoires |
| Saison     | Équipe                             | Ligue          | PJ  | B                | A                | Pts              | Pun              | PJ               | B  | A                    | Pts                  | Pun                  |                      |                      |
| 1959-1960  | Teepees de Saint Catharines        | LHO            | 48  | 17               | 15               | 32               | 22               | 17               | 2  | 7                    | 9                    | 6                    |                      |                      |
| 1959-1960  | Teepees de Saint Catharines        | Coupe Memorial | -   | -                | -                | -                | -                | 14               | 7  | 9                    | 16                   | 8                    |                      |                      |
| 1960-1961  | Teepees de Saint Catharines        | LHO            | 48  | 35               | 41               | 76               | 60               | 6                | 3  | 1                    | 4                    | 2                    |                      |                      |
| 1960-1961  | Thunderbirds de Sault-Sainte-Marie | EPHL           | -   | -                | -                | -                | -                | 8                | 0  | 2                    | 2                    | 2                    |                      |                      |
| 1961-1962  | Bisons de Buffalo                  | LAH            | 68  | 20               | 21               | 41               | 41               | 11               | 3  | 1                    | 4                    | 4                    |                      |                      |
| 1961-1962  | Black Hawks de Chicago             | LNH            | 2   | 0                | 0                | 0                | 0                | -                | -  | -                    | -                    | -                    |                      |                      |
| 1962-1963  | Braves de Syracuse                 | EPHL           | 71  | 29               | 69               | 98               | 41               | -                | -  | -                    | -                    | -                    |                      |                      |
| 1962-1963  | Black Hawks de Chicago             | LNH            | 0   | 0                | 0                | 0                | 0                | 4                | 0  | 0                    | 0                    | 0                    |                      |                      |
| 1963-1964  | Black Hawks de Chicago             | LNH            | 23  | 2                | 0                | 2                | 4                | -                | -  | -                    | -                    | -                    |                      |                      |
| 1963-1964  | Braves de Saint-Louis              | LCPH           | 28  | 17               | 40               | 57               | 35               | 6                | 2  | 4                    | 6                    | 0                    |                      |                      |
| 1964-1965  | Hornets de Pittsburgh              | LAH            | 72  | 29               | 33               | 62               | 29               | 4                | 0  | 0                    | 0                    | 4                    |                      |                      |
| 1964-1965  | Red Wings de Détroit               | LNH            | 0   | 0                | 0                | 0                | 0                | 1                | 0  | 0                    | 0                    | 0                    |                      |                      |
| 1965-1966  | Hornets de Pittsburgh              | LAH            | 70  | 28               | 45               | 73               | 102              | 3                | 0  | 3                    | 3                    | 0                    |                      |                      |
| 1965-1966  | Red Wings de Détroit               | LNH            | 1   | 0                | 0                | 0                | 0                | 1                | 0  | 0                    | 0                    | 0                    |                      |                      |
| 1966-1967  | Red Wings de Détroit               | LNH            | 12  | 4                | 3                | 7                | 4                | -                | -  | -                    | -                    | -                    |                      |                      |
| 1966-1967  | Hornets de Pittsburgh              | LAH            | 12  | 5                | 11               | 16               | 10               | -                | -  | -                    | -                    | -                    |                      |                      |
| 1966-1967  | Blades de Los Angeles              | WHL            | 43  | 18               | 28               | 46               | 28               | -                | -  | -                    | -                    | -                    |                      |                      |
| 1967-1968  | North Stars du Minnesota           | LNH            | 17  | 2                | 1                | 3                | 10               | -                | -  | -                    | -                    | -                    |                      |                      |
| 1967-1968  | South Stars de Memphis             | LCH            | 12  | 3                | 8                | 11               | 23               | -                | -  | -                    | -                    | -                    |                      |                      |
| 1967-1968  | Americans de Rochester             | LAH            | 38  | 17               | 14               | 31               | 19               | 11               | 5  | 9                    | 14                   | 2                    |                      |                      |
| 1968-1969  | Canucks de Vancouver               | WHL            | 69  | 28               | 37               | 65               | 34               | 8                | 2  | 3                    | 5                    | 0                    |                      |                      |
| 1969-1970  | Canucks de Vancouver               | WHL            | 72  | 27               | 55               | 82               | 42               | 11               | 10 | 11                   | 21                   | 10                   |                      |                      |
| 1970-1971  | Canucks de Vancouver               | LNH            | 77  | 21               | 38               | 59               | 22               | -                | -  | -                    | -                    | -                    |                      |                      |
| 1971-1972  | Canucks de Vancouver               | LNH            | 32  | 6                | 6                | 12               | 6                | -                | -  | -                    | -                    | -                    |                      |                      |
| 1971-1972  | Americans de Rochester             | LAH            | 37  | 10               | 32               | 42               | 70               | -                | -  | -                    | -                    | -                    |                      |                      |
| 1972-1973  | Aeros de Houston                   | AMH            | 76  | 28               | 42               | 70               | 84               | 10               | 4  | 4                    | 8                    | 18                   |                      |                      |
| 1973-1974  | Aeros de Houston                   | AMH            | 78  | 30               | 28               | 58               | 25               | 14               | 9  | 6                    | 15                   | 6                    |                      |                      |
| 1974-1975  | Aeros de Houston                   | AMH            | 78  | 18               | 29               | 47               | 28               | 13               | 7  | 3                    | 10                   | 8                    |                      |                      |
| 1975-1976  | Aeros de Houston                   | AMH            | 80  | 20               | 26               | 46               | 18               | 17               | 1  | 4                    | 5                    | 10                   |                      |                      |
| 1976-1977  | Blazers d'Oklahoma City            | LCH            | 30  | 8                | 13               | 21               | 2                | -                | -  | -                    | -                    | -                    |                      |                      |
| 1977-1978  | Alexanders de Brantford            | LHOS           | 25  | 9                | 20               | 29               | 35               | -                | -  | -                    | -                    | -                    |                      |                      |
| Totaux LNH | Totaux LNH                         | Totaux LNH     | 164 | 35               | 48               | 83               | 46               | 6                | 0  | 0                    | 0                    | 0                    |                      |                      |
| Totaux AMH | Totaux AMH                         | Totaux AMH     | 312 | 96               | 125              | 221              | 155              | 54               | 21 | 17                   | 38                   | 32                   |                      |                      |

## Trophées et honneurs personnels

### Ligue de Hockey de l'Ontario (LHO)
- 1959-1960 :
  - Champion de la Coupe J.-Ross-Robertson avec les Teepees de Saint Catharines[1]
  - Champion de la Coupe Memorial[1]
- 1960-1961 :

### Ligue Américaine de Hockey (LAH)
- 1964-1965 :
  - Meilleur au classement par points de l'équipe des Hornets de Pittsburgh avec 62 points[10]
- 1965-1966 :
  - Meilleur au classement par points de l'équipe des Hornets de Pittsburgh avec 73 points[11]
- 1967-1968 :
  - Remporte la Coupe Calder avec les Americans de Rochester[15]

### Eastern Professional Hockey League (EPHL)
- 1962-1963 :
  - 1er au classement des meilleurs passeurs (41 aides)[6]
  - Nommé dans la seconde équipe d'étoiles de la ligue[7]

### Western Hockey League (WHL)
- 1968-1969 :
  - Remporte la Coupe Lester-Patrick avec les Canucks de Vancouver[16]
- 1969-1970 :
  - Remporte la Coupe Lester-Patrick avec les Canucks de Vancouver[17]

### Association Mondiale de Hockey (AMH)
- 1973-1974 :
  - Remporte le Trophée mondial Avco avec les Aeros de Houston[20]
- 1974-1975 :
  - Remporte le Trophée mondial Avco avec les Aeros de Houston[21]

## Transactions en carrière
- Le 10 juin 1964, il est réclamé par les Red Wings de Détroit  aux Black Hawks de Chicago lors du repêchage intra-ligue[9].
- Le 20 décembre 1966, les Red Wings de Détroit l'échange aux Black Hawks de Chicago, en compagnie de Al LeBrun et de Rick Morris, en retour de Howie Young[12].
- Le 6 juin 1967, il est sélectionné par les North Stars du Minnesota depuis les Black Hawks de Chicago lors du Repêchage d'expansion de la LNH[13].
- Le 23 décembre 1967, les North Stars du Minnesota l'échangent aux Maple Leafs de Toronto, en compagnie de Duke Harris, de Don Johns, de Len Lunde, de Ted Taylor et de Carl Wetzel en retour de Milan Marcetta et de Jean-Paul Parisé[14].
- En juin 1968, les Canucks de Vancouver acquièrent ses droits aux Maple Leafs de Toronto, contre de l'argent[13].
- Le 12 février 1972, il est sélectionné par les Aeros de Houston lors du Repêchage général de joueurs de l'AMH[13].